# Neoergasilus kherai
Neoergasilus kherai is een eenoogkreeftjessoort uit de familie van de Ergasilidae. De wetenschappelijke naam van de soort is voor het eerst geldig gepubliceerd in 1989 door Batish & Brar.